# Mask ha gazh
Mask Ha Gazh est un groupe de musique celtique français, originaire de Bretagne. Leur style musical, rythmé par les instruments traditionnels, est néanmoins ska et rock celtique avec des influences punk.

## Biographie

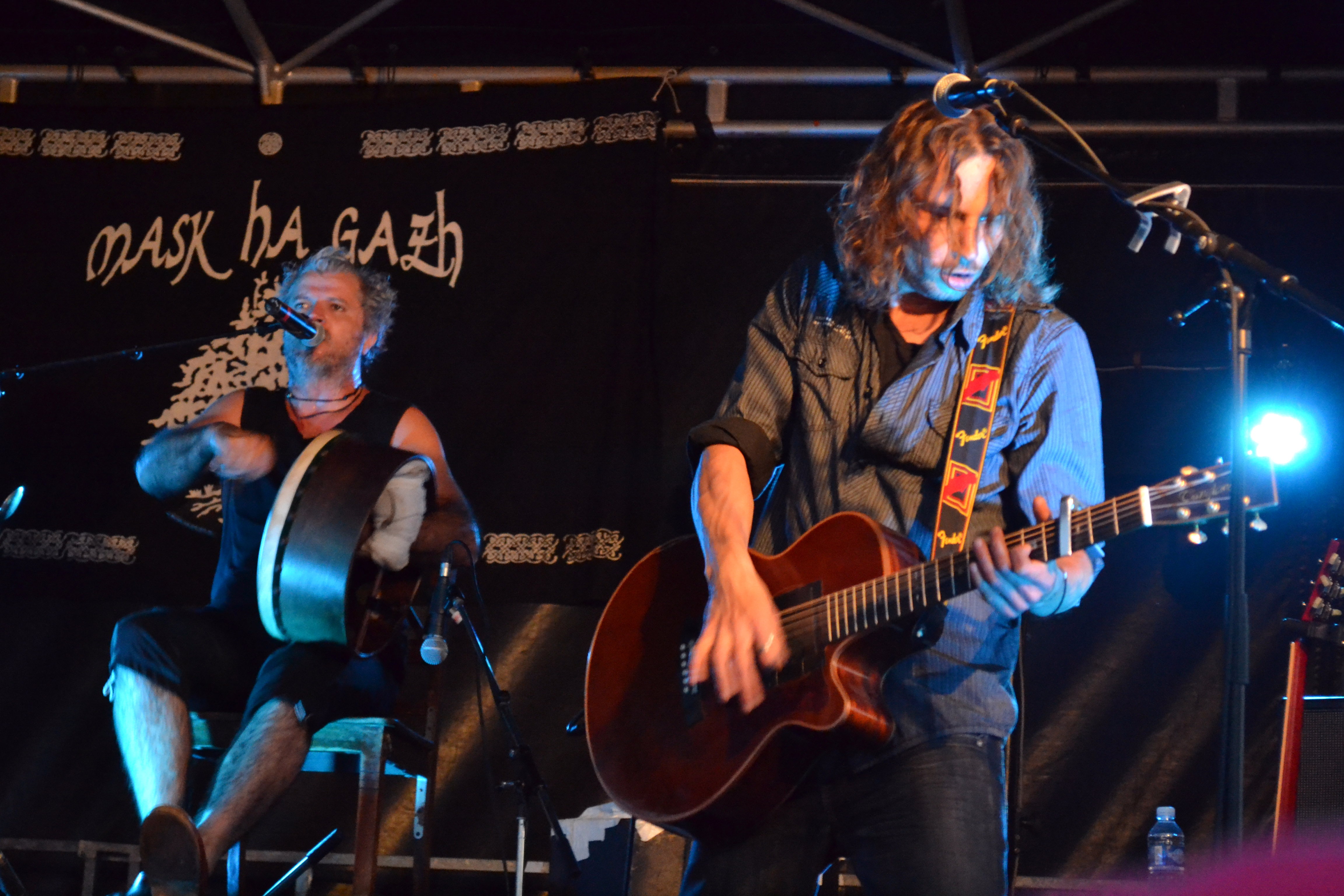
Luc Le Squer et Jérémy Lancezeur.

Le groupe est formé en 1998 par Luc Le Squer, Christophe Cantin et Thierry Le Pollès. Les premiers concerts débutent en 1999, qui coïncident avec l'arrivée de Patrice Johier et Christophe Kerléguer. Le premier album Tempête au comptoir, enregistré en public, sort en 2001, année de leur première participation au Festival Interceltique de Lorient. 2003 devient l'année Alchimie, album studio enregistré à Salon-de-Provence. Qui est suivi par un album doublé d'un DVD enregistré à Saint-Lô fin 2004, Live. Le groupe qui fête ses 400 concerts est alors rejoint par Reynald Rillardon et Jehan Sauvage.
2005 sera l'année du passage au professionnalisme et une année passée sur la route avec 165 dates avec les premiers concerts à l'étranger (Belgique, Suisse et République tchèque). Le désormais quartet sillonne les quatre coins de la France et est invité à se produire au Festival Interculturel de Mayotte, à Mamoudzou. L'album studio Sources est enregistré à Nantes en 2007, par Éric Chauvière et Philippe Terrasse. Olivier Dams renforce le groupe qui est l'affiche de nombreux festivals (Celtic Days en Italie, Terre-Neuvas à Bobital…).
En 2009, le groupe passe le 1000e concert. Luc et Christophe sont rejoints par Jérémy Lancézeur et Bleiz Lafontaine. L'album Sources sort au Canada et le titre Mahoreagge devient no 2 du décompte franco de la radio québécoise CKOI. L'EP Brocéliande sort en 2012 en France et au Canada. Romain Morlat rentre dans le groupe et ils voyagent toujours au gré des concerts (Brest, Saugues, Marseillan, Ouessant) qui les mèneront jusqu'en Polynésie française.
En 2016, le groupe fête ses 18 ans du groupe avec la sortie de l'album studio Expérience, composé et enregistré en Bretagne. Encore une riche année de concerts (Brest 2016, fêtes des Brodeuses à Pont l'Abbé...) et un retour à Mayotte qui sera suivi d'un retour à Tahiti en 2017. Le samedi  21 septembre 2019, ils célèbrent leur 20 ans d'existence avec deux jours de concerts au festival Tempête au Comptoir aux côtés des groupes Soldat Louis, Les Ramoneurs de menhirs, Menace d'éclaircie et Goulamas’k. En décembre 2020, un double CD-DVD de ces lives sont publiés sous le titre 20 ans de scène.

## Membres

### Membres actuels
- Luc Le Squer — chants, percussions (sabots, cuillères, bodhrán)
- Christophe Cantin — flûtes (tin whistle, low whistle), bombardes
- Laouen Merrer — guitare électrique, chant
- David Millemann — guitare folk, chant
- Kolia « Nicky » Tchernenko — basse, chant

### Anciens membres
- Thierry Le Pollès — guitares (1998—2005)
- Patrice Johier — guitare (1999—2003)
- Christophe Kerleguer (Kerl) — accordéon, harmonica (1999—2006)
- Reynald Rillardon (Kojac) — guitare (2004—2009)
- Jehan Sauvage — guitares (2004—2005)
- Dany Pinel — violon (2007)
- Olivier Dams (Smad, ex-Wig A Wag) — fiddle, Bratsch (2007—2008)
- Bleiz Lafontaine — violon, chœurs (2009—2011)
- Romain Morlat — guitare folk rythmique, chants (2012—2014)
- Jérémy Lancezeur — guitare folk/électrique solo, chants (2009—2018)
- Rom Buddy — guitare folk rythmique, chants (2015—2020)

## Discographie
- 2001 : Tempête au comptoir
- 2003 : Alchimie
- 2005 : Live
- 2007 : Sources
- 2012 : Brocéliande
- 2014 : Quinze ans (best of)
- 2016 : Expérience
- 2019 : 20 ans de scène (inédits, démos, live)

## DVD
- 2005 : Live